# فريد روبي
فريد روبي (بالإنجليزية: Fred Rubi) (12 أكتوبر 1926 – 5 سبتمبر 1997) كان متزلجًا جبليًا سويسريًا شارك في ثلاث مسابقات ضمن منافسات الألعاب الأولمبية الشتوية 1952 في أوسلو، النرويج.

## المسيرة الرياضية
شارك روبي في عدة بطولات وطنية ودولية في التزلج الألبي، وتميز بأسلوبه السلس على المنحدرات الثلجية. كانت أبرز مشاركاته في الألعاب الأولمبية الشتوية 1952 حيث تنافس في ثلاث سباقات:
- سباق الانحدار (Downhill): أنهى السباق في المركز 34 بزمن قدره 2:53.7 دقيقة[5].
- سباق التعرج (Slalom): لم يُكمل الجولة الثانية بعد خروجه عن المسار[6].
- السباق المركب (Alpine Combined): حلّ في المركز 22 بعد جمع نتائج الانحدار والتعرج[7].

### الجدول الزمني لأبرز محطات حياته الرياضية
| السنة | الحدث                                          | ملاحظات                                                                                             |
| ----- | ---------------------------------------------- | --------------------------------------------------------------------------------------------------- |
| 1926  | الميلاد في سويسرا                              | 12 أكتوبر                                                                                           |
| 1952  | المشاركة في الألعاب الأولمبية الشتوية في أوسلو | شارك في ثلاث مسابقات بالتزلج الألبي: - الانحدار – المركز 34 - التعرج – لم يُكمل - المركب – المركز 22 |
| 1997  | الوفاة في سويسرا                               | 5 سبتمبر عن عمر ناهز 70 عامًا                                                                        |

## الإرث
يُذكر فريد روبي كأحد الرياضيين السويسريين الذين مثلوا بلادهم في المحافل الشتوية الدولية في منتصف القرن العشرين، وكان جزءًا من جيل ساهم في تعزيز شهرة سويسرا في رياضة التزلج الألبي.